# Descartes (croiseur)
Pour les articles homonymes, voir Descartes (homonymie).
Le Descartes est le navire de tête de la classe Descartes de croiseurs protégés, construits pour la marine française dans les années 1890. Les croiseurs de classe Descartes ont été commandés dans le cadre d’un programme de construction navale visant à renforcer la force de croiseurs de la flotte. À l’époque, la France était préoccupée par la menace navale croissante des flottes italienne et allemande, et les nouveaux croiseurs étaient destinés à servir avec la flotte principale et outre-mer dans l’empire colonial français. Le Descartes était armé d’une batterie principale de quatre canons de 164 mm, protégé par un pont blindé de 20 à 40 mm d’épaisseur et capable de naviguer à une vitesse maximale de 19 nœuds (35 km/h).
Le Descartes a servi outre-mer, en Indochine française, pendant une grande partie de sa carrière. Il y fut envoyé immédiatement après sa mise en service en 1897. Il était présent dans la région lors de la révolte des Boxers en Chine Qing en 1900. Après son retour en France en 1902, il est affecté à la station de l’Atlantique Nord avec plusieurs autres croiseurs. Le navire a effectué un deuxième déploiement en Asie de l'Est en 1905, puis a été brièvement stationné à Madagascar en 1907, avant de revenir pour une croisière avec l’escadre de la Méditerranée cette année-là. Le Descartes a ensuite été transféré à l’escadre du Nord. En 1914, le navire opérait avec la Division de l’Atlantique et se trouvait dans les eaux de l’Amérique centrale lorsque la Première Guerre mondiale a commencé en juillet. Il se joignit en août à la recherche infructueuse du croiseur allemand SMS Karlsruhe, et passa les trois années suivantes à patrouiller dans les Antilles. Il a été désarmé en 1917, ses canons étant utilisés comme artillerie de campagne et pour armer les patrouilleurs. Il a été rayé du registre naval en 1920 et vendu aux démolisseurs de navires l’année suivante.

## Conception
En réponse à une crainte de guerre avec l’Italie à la fin des années 1880, la marine française s’est lancée dans un important programme de construction navale en 1890 pour contrer la menace de la flotte italienne et celle de l’Allemagne, alliée de l’Italie. Le plan prévoyait un total de soixante-dix croiseurs pour une utilisation dans les eaux territoriales et outre-mer dans l’empire colonial français. La classe Descartes (composée des Descartes et Pascal) a été commandée dans le cadre de ce programme,. La conception de la classe Descartes était basée sur le croiseur Davout, mais a été agrandie pour incorporer un armement et des canons plus puissants.
Le Descartes mesurait 100,7 m de longueur hors tout, avec une largeur de 12,95 m et un tirant d'eau moyen de 6,01 m. Il avait un déplacement de 4005 tonnes. Son équipage (dont le nombre a varié au cours de sa carrière) se composait de 383 à 401 officiers et hommes du rang. Le système de propulsion du navire consistait en une paire de moteurs à vapeur à triple expansion, entraînant deux arbres d'hélice. La vapeur était fournie par seize chaudières à tubes d’eau de type Belleville qui étaient canalisées dans deux cheminées. Ses machines étaient conçues pour produire 8300 chevaux (6200 kW) pour une vitesse de pointe de 19 nœuds (35 km/h), mais il a dépassé ces chiffres lors de ses essais en mer, atteignant 19,59 nœuds (36,28 km/h) et 8828 ch (6583 kW),. Il avait un rayon d'action de 5500 milles marins (10200 km) à 10 nœuds (19 km/h) et 1000 milles marins (1900 km) à 19,5 nœuds.
Le navire était armé d’une batterie principale de quatre canons de 164,7 mm. Ils étaient placés dans des emplacements regroupés au milieu du navire, deux canons par bord. Ils étaient appuyés par une batterie secondaire de dix canons de 100 mm, dans des barbettes, des casemates et des affûts pivotants individuels. Pour la défense à courte portée contre les torpilleurs, il transportait huit canons Hotchkiss de 47 mm et quatre canons de 37 mm. Il était également armé de deux tubes lance-torpilles de 356 mm dans sa coque au-dessus de la ligne de flottaison. La protection consistait en un blindage de pont incurvé de 20 à 40 mm d’épaisseur sur ses côtés inclinés et de 25 mm sur la partie plate, ainsi qu’un blindage de 80 mm sur les côtés des tourelles. Les canons principaux et secondaires étaient équipés de boucliers de canon de 54 mm,.

### Modifications
Le Descartes a subi une série de modifications au cours de sa construction et de sa carrière. En juin 1893, alors que le navire était encore en construction, les tubes lance-torpilles de 450 mm initialement prévus ont été remplacés par des tubes de 356 mm. En juin 1894, les mâts qui devaient être installés ont été rejetés au profit de mâts plus légers. Et à la fin de 1896, encore dans ses premiers essais, ses cheminées ont été raccourcies de 1 m.
En 1908, on a retiré ses tubes lance-torpilles. Son ensemble de chaudières avant était limité à 10 kg/cm2 (140 psi) après qu’une explosion de chaudière ait tué un membre d’équipage. Un deuxième accident avec l’une de ses chaudières arrière l’année suivante a incité celles-ci à être modifiées à la pression inférieure en 1909. Pendant la Première Guerre mondiale, le navire a progressivement perdu la plupart de son armement au fur et à mesure que les canons étaient retirés à d’autres fins. Deux de ses canons de 47 mm et deux canons de 37 mm ont été placés à terre à Fort-de-France pour renforcer les défenses du port en 1916. Au début de l’année suivante, deux de ses canons de 100 mm ont été retirés pour être installés à bord du croiseur Cosmao, puis en mars, il a été presque entièrement désarmé afin que ces canons puissent être utilisés sur d’autres navires ou convertis en artillerie de campagne. À cette époque, il ne conservait que les deux canons de 164 mm et les deux canons de 37 mm à l’avant.

## Historique du service
Le Descartes a été construit par les Ateliers et chantiers de la Loire à Nantes. Il a été commandé le 17 août 1892 et sa quille a été posée fin janvier 1893. Il fut lancé le 27 septembre 1894. Après avoir terminé son armement, il fut transféré à Brest le 3 février 1896. Il a été mis en service pour commencer ses essais en mer le 12 février. Le 28 août, il se rendit à Cherbourg pour assister à la visite du tsar Nicolas II de Russie le lendemain,. Au cours de ses premiers essais, le Descartes aurait atteint une vitesse de pointe de 21,8 nœuds (40,4 km/h). Le navire souffrait de problèmes de stabilité et a dû recevoir des ballasts supplémentaires pour corriger le problème. Ses cheminées ont également été modifiées. Il a été désarmé à Brest pour les modifications à effectuer. Après l’achèvement de ces travaux, le Descartes a été remis en service le 1er janvier 1897. Il est immédiatement déployé en Asie du Sud-Est dans la colonie de l’Indochine française, partant le 25 janvier. Là, il rejoignit le vieux cuirassé Bayard, le croiseur protégé Isly et le croiseur non protégé Éclaireur,.
Avec le début en 1898 des troubles qui ont conduit au soulèvement des Boxers en Chine Qing, de nombreuses puissances coloniales européennes ont commencé à renforcer leurs forces navales en Asie de l’Est. L’escadre française fut donc renforcée par le navire jumeau du Descartes, le Pascal, ainsi que par le Jean Bart et le croiseur non protégé Duguay-Trouin. Ces deux derniers remplacèrent l'Isly et l'Éclaireur. Le Descartes reste dans les eaux de l’Asie de l’Est en 1899, avec le Pascal et le Duguay-Trouin, bien que le Jean Bart soit rappelé en métropole. Le 25 octobre 1900, un incendie accidentel s’est produit à bord du Descartes, faisant partie d’une série d’incendies résultant de charges instables de Poudre B. Le Descartes et le Pascal furent déployés en Asie de l’Est en janvier 1901 dans le cadre de la réponse au soulèvement des Boxers. À cette époque, sept autres croiseurs étaient affectés à la station en plus des deux navires de classe Descartes. Au début de 1902, il servait à la station de l’Atlantique Nord, avec les croiseurs D'Estrées, Suchet et Tage. Mais en février de la même année, il est placé en réserve à Toulon, et il reste hors service jusqu’en août 1904.
Après avoir repris du service cette année-là, le Descartes est revenu pour un autre déploiement en Extrême-Orient. Au cours du voyage, il escorta les contre-torpilleurs Francisque et Sabre et dix torpilleurs,. En mai 1906, le Descartes visita Nankin, où il fit escale le 18 en compagnie du croiseur italien Calabria et de la canonnière allemande SMS Vorwärts. Il y resta jusqu’en 1907, date à laquelle l’unité se composait du grand croiseur protégé D'Entrecasteaux, des croiseurs cuirassés Bruix et Chanzy, et des croiseurs protégés plus petits Alger et Catinat. Au cours de l’année 1907, le Descartes est détaché de l’escadre principale pour patrouiller dans les Indes orientales, il est alors basé à Madagascar. Il retourna en France plus tard cette année-là pour servir dans l’escadre de la Méditerranée, mais après avoir été remis en service à Toulon le 5 décembre, il fut affecté à la 3e division nouvellement créée de l’escadre du Nord, avec le croiseur Chasseloup-Laubat et le croiseur cuirassé Kléber. En 1908, le Descartes a été utilisé pour soutenir l’école d’artillerie à bord du vieux cuirassé Couronne et plus tard du navire-école Gironde. Le Descartes a été remplacé par le navire de défense côtière Requin en janvier 1910. Le Descartes retourne ensuite à l’escadre du Nord en 1911 et il est affecté à la patrouille des zones de pêche au large de Terre-Neuve.
À partir de 1912, le Descartes est stationné dans la mer des Caraïbes, où il restera pendant quatre années. En 1914, le Descartes est affecté à la division de l’Atlantique, avec le croiseur cuirassé Condé et le croiseur protégé Friant. Le Descartes et le Condé étaient à Veracruz, au Mexique, le 30 juillet lorsqu’ils ont été rappelés alors que la Première Guerre mondiale éclatait en Europe. La déclaration de guerre entre la France et l’Allemagne le 4 août interrompit ces plans, et le lendemain, les navires français furent affectés à la 4e escadre de croiseurs britanniques pour se joindre à la chasse infructueuse du croiseur léger allemand SMS Karlsruhe, qui était connu pour être dans la région. Il patrouilla dans les Antilles de 1914 à 1917. Au cours de cette période, il a été impliqué dans deux collisions avec des navires marchands. La première était avec le cargo espagnol Telesfora et la seconde avec le vapeur britannique SS Strathmore. Après son retour au pays en février 1917, il est placé en réserve à Lorient et est désarmé le 15 juin. Ses canons de 164 mm ont été retirés pour être utilisés par l’armée française, tandis que les canons de 100 mm ont été utilisés pour armer les patrouilleurs anti-sous-marins. Le navire a ensuite été converti en ponton amarré, remplaçant l’ancien croiseur cuirassé Dupuy de Lôme le 28 août 1918. Le Descartes a finalement été rayé du registre naval le 10 mai 1920 et vendu au démolisseur de navires, M. Jacquart, le 10 mai 1921 pour être démantelé,.